# David R. Ditzel
David R. Ditzel lleva trabajando más de 25 años en diseño avanzado de computadores, primero como arquitecto de computadores y luego en administración de reglas para más de 20 microprocesadores. El primer trabajo con el que atrajo la atención de la industria llegó en 1980, cuando escribió junto con David A. Patterson The Case for the Reduced Instruction Set Computer, sobre las técnicas RISC que fueron adoptadas por la mayoría de vendedores de procesadores.
Fundó Transmeta en 1995 para conseguir su visión de un nuevo tipo de ordenador: uno que pudiera aprender como mejorar su rendimiento y aumentar automáticamente su velocidad dependiendo de las circunstancias, el primero en usar software avanzado como una parte integral del procesador.
Antes de fundar Transmeta, Ditzel era director de los Laboratorios SPARC y Jefe Técnico de la división de Microelectrónica de Sun Microsystems.
Ditzel, ha publicado más de 30 trabajos técnicos en el campo del diseño avanzado de computadores, tiene un Máster en Ingeniería Eléctrica y Ciencias de la Computación de la Universidad de California en Berkeley.
- Datos: Q3017770